# Acremodontina poutama
Acremodontina poutama är en snäckart som först beskrevs av E. C. Smith 1962.  Acremodontina poutama ingår i släktet Acremodontina och familjen Trochaclididae. Inga underarter finns listade i Catalogue of Life.